# Georgkirche (Gliwice-Łabędy)

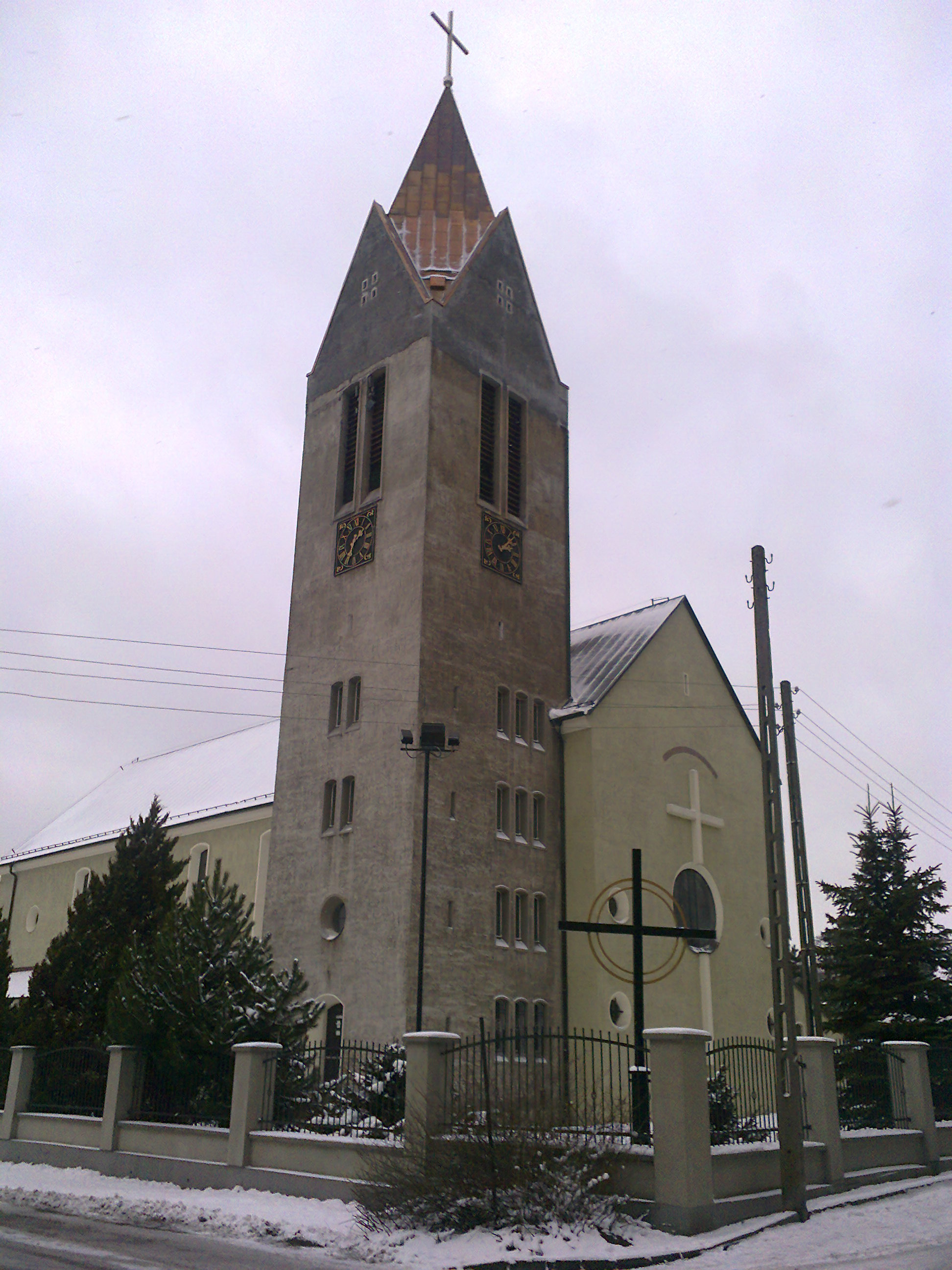
Blick auf die Georgkirche

Die Georgkirche (polnisch Kościół św. Jerzego) im oberschlesischen Gliwice (Gleiwitz) ist eine römisch-katholische Pfarrkirche. Die Kirche im modernen Stil stammt aus der Mitte des 20. Jahrhunderts und ist dem heiligen Georg geweiht. Die Georgkirche gehört der Pfarrgemeinde St. Georg in Gliwice (Gleiwitz) im Dekanat Gliwice-Łabędy des Bistums Gliwice an. Sie befindet sich an der Ulica Radosna im Stadtteil Łabędy (Laband). Neben der Kirche befindet sich ein städtischer Friedhof.

## Geschichte
Die Georgkirche wurde durch die Architekten Theodor Ehl und Otto Lindner entworfen. Die Bauarbeiten begannen am 3. November 1937 und wurden durch die Firma Kaller und Stachnik unter der Leitung von Wieczorek ausgeführt. Am 4. September 1938 wurde der Grundstein in die Mauern gesetzt. Am 24. Juni 1939 wurde die fertige Kirche durch Kardinal Adolf Bertram (1859–1945) geweiht und die neue Pfarrgemeinde St. Georg gegründet. 1959 wurde das Pfarrhaus eröffnet.
1962, 1998–2000 und 2008–2011 fanden Restaurierungsarbeiten an der Kirche statt. Bei der Restaurierung in den Jahren von 2008 bis 2011 wurde der Kirchturm erhöht und die Turmspitze verändert. Ursprünglich hatte der Turm ein Satteldach.

## Architektur
Bei der Georgkirche handelt es sich um ein modernes Bauwerk mit einer vollständig verputzten Fassade, dekoriert ist die Fassade nur mit Vertiefungen im Putz, sowie mit zwei Kreuzen. Sie besitzt einen einzelnen Kirchturm.
Die Ausgestaltung des Kircheninneren wurde vom Architekten Jacek Mistur entworfen, die Ausstattung wurde von Zdzisław Budziński gestaltet. 2016 erhielt die Kirche ein Wandmosaik mit den Erzengeln Michael und Rafael.